# Club Esportiu Felanitx
El Club Esportiu Felanitx és un club de futbol de la vila de Felanitx, a Mallorca. Va ser fundat el 1943 o 1944 després de la remodelació del Gimnàstica de Felanitx, equip fundat el 1931 o 1932. Juga al Camp del Torrentó d'ençà de la fundació. Aconseguí les millors classificacions dins la tercera divisió les dècades dels 1950 i 1980, però especialment la temporada 2018-18, que va jugar el play-off d'ascens a Segona Divisió B.

## Història

### Precedents
El 1923, la congregació mariana de Felanitx organitzà un equip de futbol amb el nom de Club Deportiu Marià (en castellà, Club Deportivo Mariano), que ja jugava els partits al Torrentó. L'any següent aparegué un nou club, el Foot Ball Club Felanitx, que jugava allà on actualment es troba el Parc Municipal. El Marià rebé popularment el nom de sa Patena, per la medalla que portaven als actes religiosos, mentre que el FC Felanitx fou anomenat es Cerol, pel fet que hi havia sabaters entre els seus seguidors.
El 1930, l'activitat d'aquests equips ja havia cessat, i es formà un nou club amb elements de tots dos anomenat Club Deportivo Felanitx, que tengué una vida molt breu. Un any més tard es fundà un nou club, la societat Gimnàstica de Felanitx, que despertà una gran afició i arribà a jugar a la primera categoria del Campionat de Mallorca.

### El CE Felanitx
Amb la guerra, la Gimnàstica havia cessat la seva activitat, com passà a la major part de viles de Mallorca. Així, el 1944, els antics seguidors i directius es reorganitzaren i fundaren un nou Club Deportivo Felanitx, que va ascendir a Tercera el 1955 i hi va jugar una partida de temporades.
A les acaballes dels anys 60 i començament dels 70 patí una crisi que el privà de competir entre 1964 i 1966, i entre 1971 i 1975 fou substituït, temporalment, pel filial, aleshores anomenat Atlètic de Felanitx.

## Temporades
Temporades a partir de 1972, any en què es reestructuren les categories regionals de Mallorca:
El 1971, el primer equip del Felanitx no competí, i en el seu lloc ho feu el filial, sota el nom de Atlètic de Felanitx.
| - 1972-73: Segona Regional (9è) | - 1973-74: Segona Regional (9è) | - 1974-75: Segona Regional (5è) |

| A partir de 1975, el club tornà a fer competir el primer equip, que començà de Segona Regional aprofitant la plaça que hi tenia el filial. \| - 1975-76: Segona Regional (1r) - 1976-77: Primera Regional (2n) - 1977-78: Regional Preferent (2n) - 1978-79: Regional Preferent (1r) - 1979-80: 3a Divisió (8è) - 1980-81: 3a Divisió (14è) - 1981-82: 3a Divisió (8è) - 1982-83: 3a Divisió (10è) - 1983-84: 3a Divisió (13è) - 1984-85: 3a Divisió (15è) - 1985-86: 3a Divisió (19è) - 1986-87: Regional Preferent (16è) - 1987-88: Regional Preferent (6è) - 1988-89: 3a Divisió (7è) - 1989-90: 3a Divisió (19è) \| - 1990-91: Regional Preferent (9è) - 1991-92: Regional Preferent (13è) - 1992-93: Regional Preferent (16è) - 1993-94: Regional Preferent (6è) - 1994-95: 3a Divisió (20è) - 1995-96: Regional Preferent (2n) - 1996-97: 3a Divisió (19è) - 1997-98: Regional Preferent (15è) - 1998-99: Regional Preferent (5è) - 1999-00: 3a Divisió (18è) - 2000-01: Regional Preferent (2n) - 2001-02: 3a Divisió (20è) - 2002-03: Regional Preferent (12è) - 2003-04: Regional Preferent (10è) - 2004-05: Regional Preferent (1r) \| - 2005-06: 3a Divisió (20è) - 2006-07: Regional Preferent (9è) - 2007-08: Regional Preferent (8è) - 2008-09: Regional Preferent (16è) - 2009-10: Regional Preferent (8è) - 2010-11: 3a Divisió (15è) - 2011-12: 3a Divisió (12è) - 2012-13: 3a Divisió (15è) - 2013-14: 3a Divisió (19è) - 2014-15: Regional Preferent (15è) - 2015-16: Regional Preferent (1r) - 2016-17: 3a Divisió (13è) - 2017-18: 3a Divisió (4t) - 2018-19: 3a Divisió (11è) \| 1. 2. 3. | | |
| - 1975-76: Segona Regional (1r) - 1976-77: Primera Regional (2n) - 1977-78: Regional Preferent (2n) - 1978-79: Regional Preferent (1r) - 1979-80: 3a Divisió (8è) - 1980-81: 3a Divisió (14è) - 1981-82: 3a Divisió (8è) - 1982-83: 3a Divisió (10è) - 1983-84: 3a Divisió (13è) - 1984-85: 3a Divisió (15è) - 1985-86: 3a Divisió (19è) - 1986-87: Regional Preferent (16è) - 1987-88: Regional Preferent (6è) - 1988-89: 3a Divisió (7è) - 1989-90: 3a Divisió (19è) | - 1990-91: Regional Preferent (9è) - 1991-92: Regional Preferent (13è) - 1992-93: Regional Preferent (16è) - 1993-94: Regional Preferent (6è) - 1994-95: 3a Divisió (20è) - 1995-96: Regional Preferent (2n) - 1996-97: 3a Divisió (19è) - 1997-98: Regional Preferent (15è) - 1998-99: Regional Preferent (5è) - 1999-00: 3a Divisió (18è) - 2000-01: Regional Preferent (2n) - 2001-02: 3a Divisió (20è) - 2002-03: Regional Preferent (12è) - 2003-04: Regional Preferent (10è) - 2004-05: Regional Preferent (1r) | - 2005-06: 3a Divisió (20è) - 2006-07: Regional Preferent (9è) - 2007-08: Regional Preferent (8è) - 2008-09: Regional Preferent (16è) - 2009-10: Regional Preferent (8è) - 2010-11: 3a Divisió (15è) - 2011-12: 3a Divisió (12è) - 2012-13: 3a Divisió (15è) - 2013-14: 3a Divisió (19è) - 2014-15: Regional Preferent (15è) - 2015-16: Regional Preferent (1r) - 2016-17: 3a Divisió (13è) - 2017-18: 3a Divisió (4t) - 2018-19: 3a Divisió (11è) |